# 阿瑟·亨德森
阿瑟·亨德森（Arthur Henderson，1863年9月13日—1935年10月20日），英国铁模具制造商、第二任英国工党领导人，1934年诺贝尔和平奖得主。1908年接替辞职的凯尔·哈迪首次担任工党领导人至1910年，1914年至1917年与1931年至1932年间再次担任工党领导人。